# Faz o L

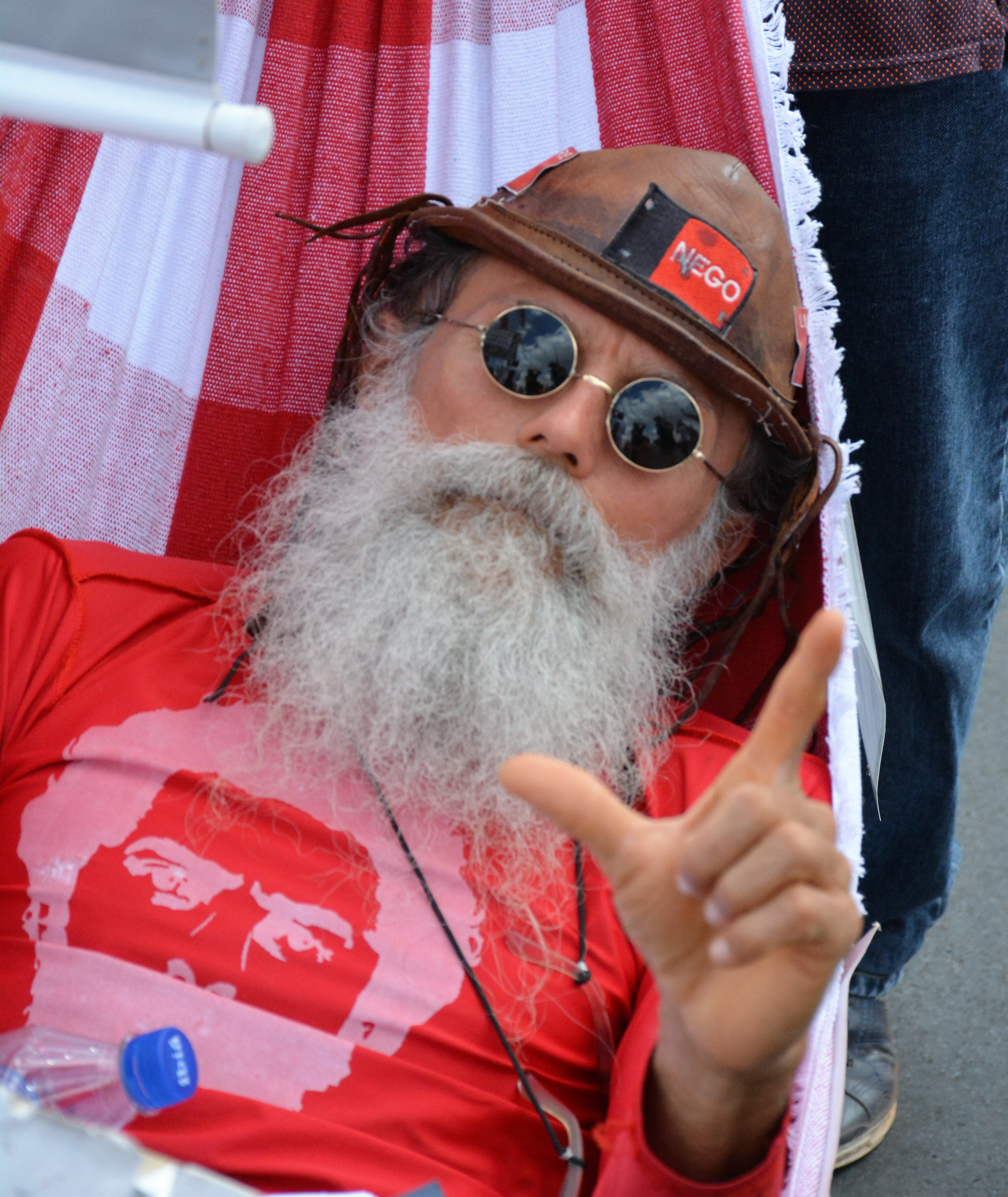
Apoiador do PT "fazendo o L" em 2018

Faz o L é um slogan de mobilização informal e uma referência ao gesto de mão que foi a marca registrada da campanha à presidência do Brasil de Luiz Inácio Lula da Silva em 2022. Tornou-se um alvo de disputa entre os apoiadores do Partido dos Trabalhadores (PT) de Lula e os apoiadores do ex-presidente Jair Bolsonaro nas redes sociais. Por um lado, os apoiadores de Bolsonaro adotaram o termo ironicamente para criticar as medidas anunciadas pelo novo governo. Por outro lado, os entusiastas de Lula têm usado a frase para elogiar a sua gestão e marcar o contraste com a administração anterior.
De acordo com David Nemer, professor de Estudos de Mídia na Universidade da Virgínia nos Estados Unidos e especialista em grupos no WhatsApp de Bolsonaro, o slogan funciona como um meme, uma forma de reunir vários significados. Tem um sentido de validação do voto tanto para os apoiadores de Lula como para o outro lado, tende a reforçar as bolhas, e é uma forma de manter a mobilização. Ao funcionar como um meme, facilita a comunicação digital.
Em fevereiro de 2023, a oposição ao presidente, principalmente a bolsonarista, foi a que mais adotou a expressão.

## Uso do slogan

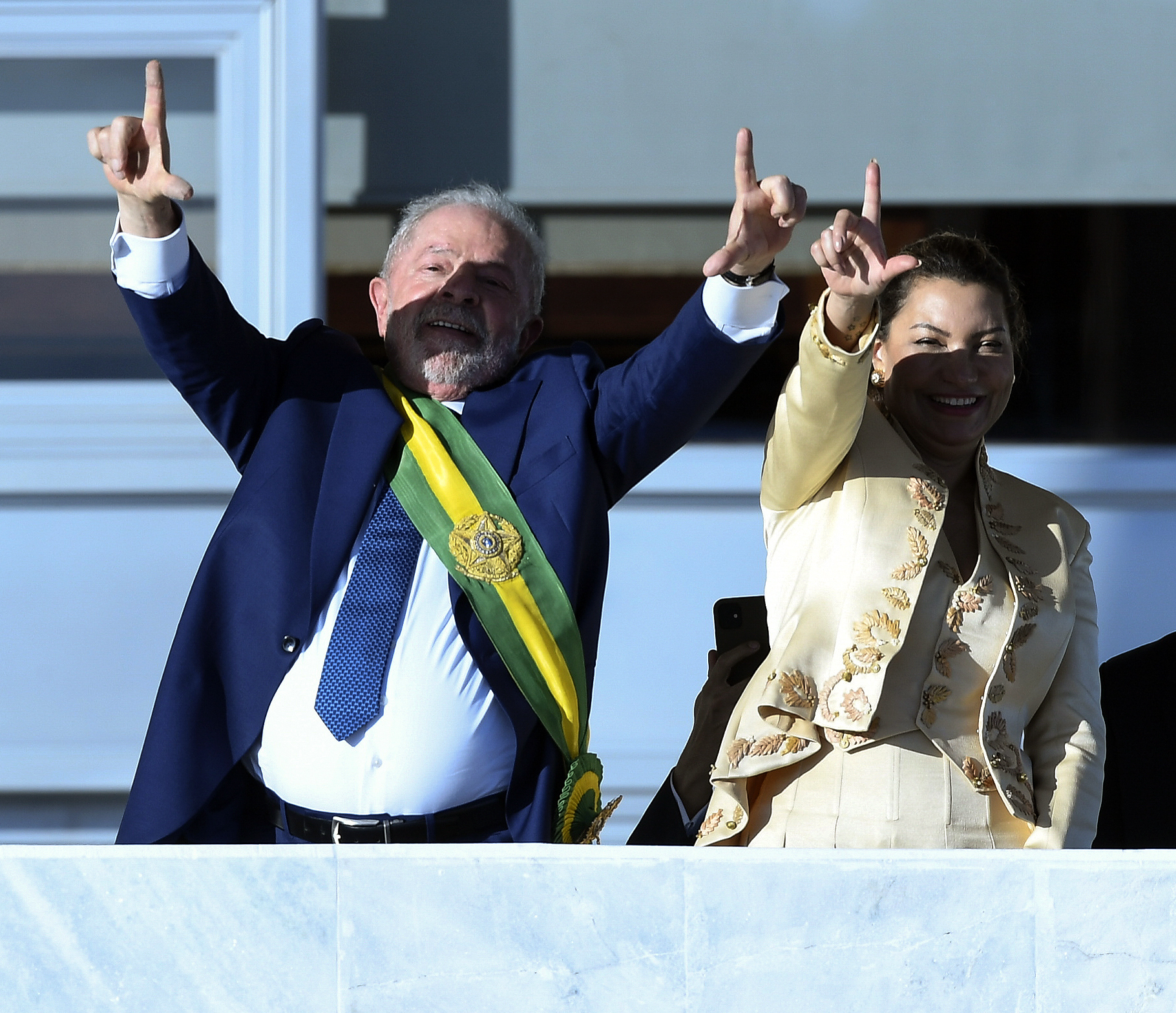
Lula e Janja "fazendo o L" em 1.º de janeiro de 2023

### Por apoiadores do governo Lula
Apoiadores do candidato do Partido dos Trabalhadores (PT) usam a frase para elogiar seu governo e destacar contrastes com o governo anterior. Também passaram a usar a frase para reagir às ironias do campo bolsonarista.
Letícia Lourenço, uma influenciadora digital que apoia o PT, se manifestou depois que sua casa foi baleada cinco vezes no bairro de Canaã em Ipatinga, Minas Gerais. "Tenho visto comentários de pessoas totalmente desnecessárias falando 'agora faz o L'. Eu continuarei fazendo o 'L', porque quem fez isso comigo não fez o 'L'", disse ela.

### Por opositores do governo Lula
O slogan "faz o L" usado durante a campanha eleitoral de Lula tem sido utilizado por opositores criticando as ações de governos anteriores, e ao atual mandato do PT. Essas campanhas usam neologismos como "fazueli", "fazuele", "fazoele" e "fazoeli", e focam em questões como novos impostos, redução de benefícios sociais e mudanças nas leis trabalhistas.
No entanto, em paralelo ao uso por parte da oposição, João Amoêdo — ex-presidente do Partido Novo — também faz alusão ao slogan, afirmando: "Pedem pra que eu faça o 'L', não vou fazer o 'L'. Eu queria tirar o 'B' e a missão foi cumprida", explicando a razão de ter votado a favor de Lula.
Em maio de 2023, Nikolas Ferreira, Carla Zambelli, Eduardo Bolsonaro e Flávio Bolsonaro foram multados pela divulgação de vídeo descontextualizado sobre Lula durante as eleições de 2022. Segundo a decisão do TSE, os acusados compartilharam informações falsas em suas redes sociais com o intuito de prejudicar a candidatura do ex-presidente Lula. O vídeo, produzido por Ferreira e partilhado pelos parlamentares, associou o slogan "Faz o L" com o incentivo ao uso de drogas por crianças e adolescentes, a associação desses comportamentos à criminalidade e a propostas de censura de redes sociais.
O prefeito de Divinópolis, Gleidson Azevedo (PSC), é alvo de uma denúncia criminal apresentada pelo PT. A denúncia foi apresentada em 18 de março de 2023, após o executivo municipal vincular o presidente Luiz Inácio Lula da Silva a um suposto aumento de homicídios na cidade. Em entrevista ao Gatilho Podcast no dia 9 de março, Azevedo foi questionado sobre o aumento da criminalidade em Divinópolis e respondeu "Faz o L". A denúncia criminal lista três crimes supostamente cometidos por Azevedo em sua declaração: calúnia, injúria e abandono do dever em relação ao combate ao crime no município.
Um mandado de prisão falso contra o presidente do Tribunal Superior Eleitoral e ministro do Supremo Tribunal Federal Alexandre de Moraes inserido no banco de dados do sistema prisional brasileiro em janeiro de 2023, em vez de terminar com publique-se e intime-se como é de costume, continha a frase de escárnio publique-se, intime-se e faz o L. O hacker Walter Delgatti Neto foi preso e acusado de criar o mandado de prisão falso; ele alega que a ideia partiu da deputada Carla Zambelli.